# Гринвил (Мисури)
Гринвил (енгл. Greenville) град је у америчкој савезној држави Мисури.

## Демографија
По попису из 2010. године број становника је 511, што је 60 (13,3%) становника више него 2000. године.
| Група             | 2000.       | 2010.       |
| Белци             | 443 (98,2%) | 493 (96,5%) |
| Афроамериканци    | 0 (0,0%)    | 1 (0,2%)    |
| Азијати           | 0 (0,0%)    | 1 (0,2%)    |
| Хиспаноамериканци | 6 (1,3%)    | 6 (1,2%)    |
| Укупно            | 451         | 511         |